# Otocryptis wiegmanni
Otocryptis wiegmanni — представник роду Otocryptis з родини Агамових. Інші назви «коричневата кенгурова ящірка», «прихововуха агама Вігмана».

## Опис
Загальна довжина сягає 22 см. Довжина голови більша за її ширину. Верхня пластинка голову нерівна, сильно кілевата, над очима розташована велика луска в поздовжніх рядках. Спинна луска кілевата, чергується з більш великими. Кінцівки дуже довгі й стрункі з дуже великою, сильно кілеватою лускою, четвертий палець завдовжки третього. Задні кінцівки сягають далеко за межі верхньої частини морди. Хвіст круглий, стрункий, вкритий рівною лускою.
Забарвлення тіла мінливе — від темно—коричневого до червонувато-коричневого, голова червонувато-коричнева. Між очима є темні поперечні смуги, присутні також темні смуги на спині, найкращі помітні у молодих агам. У самців часто є світла смуга вздовж кожного боку спини. Горло у самиць іноді з темно-синім відтінком. У самців на горловій торбі є чіткі бордові ділянки або бахрома. Кінцівки світло-коричневі, хвіст невиразний з широкими темними смугами.

## Спосіб життя
Полюбляє лісисту, вологу місцину, трапляється у садах. Зустрічається на висоті до 1340 м над рівнем моря. Досить моторна агама. Практично весь час проводить на землі. Гарно бігає по землі та лазає по деревах й чагарникам. Харчується комахами, їх личинками, пагонами рослин, дрібними геконами.
Це яйцекладна ящірка. Самиця в жовтні-січні у ямці у землі ховає 3-5 яєць розміром 10-17х7-7,5 мм. Через 57-70 днів з'являються молоді агами.

## Розповсюдження
Це ендемік о. Шрі-Ланка. Мешкає у центральній, південній та західній частинах острова.